# Distrito de Natá
El distrito de Natá de los Caballeros  es una de las divisiones que conforma la provincia de Coclé, situado en la República de Panamá.

## Etimología
Natá: En honor al Cacique de Nombre NATÁ que gobernaba el área en que se encontraba el caserío; De los Caballeros: Por la Llegada de 100 caballeros españoles enviados por el Rey Carlos V de España; desde aquella época se le Conoce Como "Natá de Los Caballeros"

## Historia

### Los primeros colonizadores
Los españoles fueron los primeros colonizadores y conquistadores de Natá y le correspondió a Don Gonzalo de Badajoz llegar a esta región en 1515, cuando después de haber obtenido gran cantidad de oro de parte del Cacique París, ansiando más quiso volver a atacar al Cacique sufriendo una fuerte derrota que lo obligó a dejar lo adquirido a la comarca del Cacique Anatá, apreciando la gran fertilidad y riqueza de la región bañada por el Río Grande y Río Chico.

### Gaspar de Espinosa llega a Natá
En 1516 llega a esta comarca Gaspar de Espinosa, alcalde mayor de Castilla de Oro, siendo bien recibido por el cacique Natá, según documentos que reposan en los Archivo de Indias de Sevilla. Allí permanece cuatro meses y demarca la nueva población que más tarde se convierte en el centro de futuras expediciones para la conquista y colonización de otras regiones y países del continente.
Al llegar al territorio del cacique Natá, de allí el nombre de la ciudad, no pudieron disimular su asombro al punto que el conquistador Gaspar de Espinosa lo consignó en la cuarta relación que le hizo al gobernador Pedro Arias Dávila sobre sus incursiones por estas tierras. 
Le decía Espinosa al gobernador de Castilla de Oro que eran tantos los bohíos que había, que no hubo nadie que no se espantara o tuviera temor ante tan gran población. 
Hallamos allí infinito maíz, tantos venados que se contaron hasta 300, mucho pescado asado, pavas y comida de indios en abundancia. 
Por ello, no fue casual que Natá fuera elegida por Espinosa para articular desde ese lugar la conquista de otros dominios, particularmente el del bravo cacique Urracá. 
Luego de ser fundada por el general Pedro Arias Dávila el 20 de mayo de 1522, Natá ostentó el título de Alcaldía Mayor, y su extensión territorial abarcaba desde lo que hoy es Chame hasta los límites con la provincia de Veragua. 
Penonomé, hoy cabecera de la provincia de Coclé, al igual que otros pueblos vecinos como Olá, Anton, estuvieron bajo la jurisdicción de Natá por muchos años. En la época colonial, Natá recibió la llegada de 100 caballeros españoles que fueron enviados por órdenes directas de Carlos V, Rey de España. 
Esos caballeros, que fueron escogidos entre las familias más nobles y distinguidas de España, traían la misión de mantener el dominio sobre los indios, conservar la cultura hispana y propagar la fe católica. 
Desde esa época a la ciudad se le empezó a llamar Natá de los Caballeros. Don Gaspar Rosas Quiróz, preclaro educador, historiador y escritor penonomeño, en su último libro, titulado "Coclé de Natá", resalta que en el periodo de la conquista española Natá fue reconocida como “El granero del reino”, gracias a su rica producción agropecuaria. 
También fue identificada como el principal punto de acometimientos contra el indómito Urracá y el núcleo preparatorio para la colonización de Veraguas, con la consecuente explotación de sus ricos yacimientos auríferos.

### Los contrabandistas rebeldes de Natá (1716)
En 1716 un mercader con gran potencial económico, Gregorio Crespo, en su intento por evadir las autoridades establecidas en los puestos aduaneros de Portobelo y Chagres, desvía su rumbo dirigiéndose hasta la desembocadura de Coclé del norte, lugar donde desembarca toda la mercancía de una balandra Holandesa, trasladándola desde aquí hasta el sur del istmo, y de allí hasta Perú, sin ningún contratiempo o inconveniente. Desde ese entonces en adelante esta ruta sirvió para el incremento del contrabando hacia el sur del istmo. 
Cuando Alsedo Ugarte se hizo cargo de la gobernación de Panamá (1742), el comercio ilegal por ese sector ya era normal y gozaba de una perfecta organización.
Su centro de operaciones se hallaba en Natá de los Caballeros, considerado como una especie de cuartel general, donde con disciplina eran el centro de almacenamiento y envíos procedentes de Jamaica y otras colonias, distribuido hacia el merado de Costa Rica, Nicaragua, Guatemala, Perú, Panamá y Cartagena.
A causa de esto se desconoce el gobierno y la justicia real Española, los contrabandistas tenía un dominio absoluto en Natá y otros pueblos cercanos a la misma, esto es a causa de su esmerada organización la cual había formado una especie de república en donde se designaban a su discreción los funcionarios de gobierno civil y económico. Al alcalde Mayor lo obligaron a trasladar su residencia fuera de Penonomé, ya que este no tenía aceptación en Natá como representante directo del gobierno Español.
La cuadrilla al tomar 26 años de existencia se les conocían como; Real Compañía de la Jurisdicción de Natá, Apostolado de Penonomé y Sacra Familia; según los datos que aportan los documentos, se establece que hubo más de 200 afiliados.
Durante el gobierno del presidente de la audiencia de Panamá, Dionisio Martínez de la Vega, ordenó hacer una investigación rigurosa sobre el número de implicados en este cartel de contrabandistas, donde se encontró que el pueblo de Natá eran dedicados a la agricultura y pastoreo, donde el contrabando era novedoso y atractivo donde los campesinos empezaron a tomar parte del contrabando, esto es a causa de que las ganancias eran inmediatas y con mucho menos esfuerzo a lo que estaban acostumbrados.
No solo los campesinos fueron parte de esta red, sino que los curas también la conformaron, estos curas eran piezas fundamentales en los pueblos de Penonomé y Capira, ya que estos eran los que ejercían influencia en las elecciones de los Cabildos de indios y permitan el paso de los traficantes sobre las montañas coclesanas.
En el año de 1747 Asedo decide enfrentar de una vez por todas a los introductores de Colé.Donde las órdenes se cumplieron al pie de letra, pero esto no ocurrió en Natá debido al temor del alcalde, dando como excusa falta de armas para combatir. Lo que dio tiempo a los contrabandistas a esconderse en los montes, sin embargo la mayoría fueron capturados, los de mayor culpabilidad fueron decapitados con armas, donde solo seis de los miembros activos lograron escapar, el restante fueron obligados al destierro o a la privación de su libertad.

## Gobierno y política
Natá, fundada en 1522, sigue siendo la segunda ciudad más antigua que aún existe de las fundadas por los europeos en el litoral Pacífico del continente americano después de la Ciudad de Panamá, fundada en 1519.
Tanto las autoridades como la población en general coinciden en que uno de los principales factores que han incidido en el decaimiento de Natá es el olvido en que la han sumido los distintos gobiernos. 
Natá alcanzó su mayor progreso durante la administración del presidente Roberto F. Chiari (1960-1964). En ese periodo se construyeron las escuelas de Churubé, El Caño y Capellanía, además de los edificios para la telefonía, la Policía Nacional y algunas corregidurías. Durante su administración, Chiari le hizo mejoras a la escuela España, reparó las calles cubriéndolas de asfalto y modernizó el sistema de alumbrado eléctrico instalando luces de semimercurio en la plaza principal. También construyó un vertedero, reparó el mercado público hoy inexistente y edificó la policlínica del Seguro Social. 
Luego de esos logros, es muy poco lo que se ha conseguido para Natá en infraestructuras y obras sociales. 
Como distrito, Natá cuenta actualmente con siete (7) corregimientos y una población de poco más de 17 mil 682 habitantes en 607.7 kilómetros cuadrados, según el censo del 2000. 
Sus principales fuentes de empleo son la empresa Nestlé y la Compañía Azucarera La Estrella S.A. (CALESA). 
Según Omar De León, presidente de la Cámara de Comercio, Industrias y Agricultura de Aguadulce y Natá, este último distrito aporta más de un millón de dólares en concepto de pagos de cuotas a la Caja de Seguro Social (CSS). 
Ese aporte todavía no ha revertido en obras concretas para Natá. Apenas ahora se inicia la construcción de una nueva policlínica, que si bien reemplazará a las antiguas infraestructuras, no llena todas las expectativas que en materia de atención en salud tienen los natariegos, expresó De León.

## División político-administrativa
Está conformado por siete corregimientos:
- Natá
- Capellanía
- El Caño
- Guzmán
- Las Huacas
- Toza
- Villarreal

## Economía
Los habitantes de Natá se han dedicado desde siempre a las actividades agrícolas, sobre todo al cultivo de la cebolla y el tomate, aunque también siembran otros rubros y se dedican en menor escala a la ganadería.

## Bandera
La bandera de Natá fue aprobada por el Consejo Municipal de Natá el 3 de marzo de 2004 en la República de Panamá.
La bandera fue confeccionada por Lucinda Urrutia de Díaz y tiene las siguientes características:
- Fondo verde, que representa los verdes pastos y siembras.
- Una esfera, que representa la luna y el sol, astros o elementos necesarios para el desarrollo de la actividad primaria, la agricultura.
- Silueta de una iglesia, que representa el monumento histórico nacional, la basílica menor de Santiago Apóstol en Natá.
- Estrellas de color chocolate, que representan los seis corregimientos del distrito y el color se debe al color de la madre tierra.

El consejo municipal acordó permitir la bandera municipal de Natá en los siguientes casos:
- En vehículos particulares y oficiales;
- en coliseos deportivos;
- en las instituciones públicas que están dentro de la jurisdicción del distrito;
- en los centros educativos oficiales y particulares

También se acordó ubicar la bandera municipal al lado del Pabellón Nacional en residencias, empresas privadas, instituciones públicas y coliseos deportivos, con el mismo horario que la bandera nacional, y se prohíbe el uso que no esté tipificado en el acuerdo municipal.  De acuerdo a la Constitución Política de la República de Panamá, los acuerdos municipales tienen fuerza de Ley en el respectivo municipio.